# Họ Hạc
Hạc hay cò là tên gọi cho một nhóm chim lội thuộc họ Ciconiidae, họ duy nhất thuộc bộ Ciconiiformes. Các loài thuộc họ này đặc trưng với kích thước lớn, có cổ cao, chân dài.

## Đặc trưng
Các loài trong họ này chỉ có một cặp cơ xương ức-khí quản trong minh quản; 16-20 đốt sống cổ; chúng là diastataxic (lông cánh thứ cấp số năm không có, nhưng lông mình thứ cấp số năm vẫn tồn tại); các chân không có màng, hoặc có màng bơi nhỏ; vuốt chân giữa mở rộng sang bên (hình lược, răng cưa ở một số họ); có ruột tịt, gần như luôn luôn nhỏ.
Các loài trong bộ này chủ yếu sinh sống ở môi trường nước ngọt hay trên đất liền, they are not filter feeders, chủ yếu ăn cá, động vật thân mềm, côn trùng và xác chết. Không bơi được và các loài ở phía bắc là chim di cư. Chúng bay tốt với các đôi cánh rộng.
Phần lớn làm tổ trên cây mặc dù một số loài làm tổ trong các đầm lầy hay ngay trên mặt đất. Chim non thuộc loại chim yếu, không tự kiếm mồi được. Phần lớn các loài nói chung sống thành bầy, nhưng việc sử dụng âm thanh giữa chúng để liên lạc là hiếm thấy. Việc liên lạc chủ yếu là bằng các hình thức biểu lộ.

## Loài còn tồn tại
- Chi Mycteria
  - Cò lạo xám, Mycteria cinerea
  - Hạc mỏ vàng, Mycteria ibis
  - Giang sen, Mycteria leucocephala
  - Hạc gỗ, Mycteria americana
- Chi Anastomus
  - Cò nhạn, Anastomus oscitans
  - Cò nhạn châu Phi, Anastomus lamelligerus
- Chi Ciconia
  - Hạc Abdim, Ciconia abdimii
  - Hạc cổ trắng, Ciconia episcopus
  - Storm's stork (chưa có tên tiếng Việt), Ciconia stormi
  - Maguari stork (chưa có tên tiếng Việt), Ciconia maguari
  - Hạc trắng Á Đông, Ciconia boyciana
  - Hạc trắng, Ciconia ciconia
  - Hạc đen, Ciconia nigra
- Chi Ephippiorhynchus
  - Hạc cổ đen, Ephippiorhynchus asiaticus
  - Hạc mỏ yên ngựa, Ephippiorhynchus senegalensis
- Chi Jabiru
  - Hạc cổ phồng, Jabiru mycteria
- Chi Leptoptilos
  - Già đẫy Java, Leptoptilos javanicus
  - Già đẫy lớn, Leptoptilos dubius
  - Marabou stork (chưa có tên tiếng Việt), Leptoptilos crumeniferus

## Phát sinh chủng loài
Phát sinh chủng loài của họ Hạc trình bày dưới đây dựa theo Slikas B. (1997)

|  | Jabiru           |
|  |                  |
|  | Ephippiorhynchus |
|  |                  |

|  | Anastomus |
|  |           |
|  | Mycteria  |
|  |           |

|  | Jabiru           |
|  |                  |
|  | Ephippiorhynchus |
|  |                  |

|  | Anastomus |
|  |           |
|  | Mycteria  |
|  |           |

|  | Jabiru           |
|  |                  |
|  | Ephippiorhynchus |
|  |                  |

|  | Anastomus |
|  |           |
|  | Mycteria  |
|  |           |

|  | Jabiru           |
|  |                  |
|  | Ephippiorhynchus |
|  |                  |

|  | Anastomus |
|  |           |
|  | Mycteria  |
|  |           |

|  | Jabiru           |
|  |                  |
|  | Ephippiorhynchus |
|  |                  |

|  | Anastomus |
|  |           |
|  | Mycteria  |
|  |           |

|  | Jabiru           |
|  |                  |
|  | Ephippiorhynchus |
|  |                  |

|  | Anastomus |
|  |           |
|  | Mycteria  |
|  |           |

|  | Jabiru           |
|  |                  |
|  | Ephippiorhynchus |
|  |                  |

|  | Anastomus |
|  |           |
|  | Mycteria  |
|  |           |

|  | Jabiru           |
|  |                  |
|  | Ephippiorhynchus |
|  |                  |

|  | Anastomus |
|  |           |
|  | Mycteria  |
|  |           |

## Chữ hạc
Tên gọi hạc trong tiếng Việt theo các nhà điểu học được dùng cho một số loài chim thuộc chi Ciconia là chi điển hình của bộ này, chẳng hạn như:
- Ciconia episcopus: hạc cổ trắng
- Ciconia nigra: hạc đen

trong khi đó trong tên gọi của một số loài của chi này bằng tiếng Trung có chữ quán (鹳), theo Hán Việt Thiều Chữu giải thích thì đó là "chim khoang, chim quán. Giống con hạc mà đầu không đỏ, cổ dài, mỏ dài, suốt mình màu tro, đuôi và cánh đen, làm tổ ở trên cây cao" còn từ hạc (鹤) lại được giải thích là chim hạc, chim sếu và trong tiếng Trung thì nó lại được dùng để chỉ các loài trong họ Sếu (sếu hay cà kếu) (Gruidae), Bộ Sếu (Gruiformes). Một số từ điển Việt-Anh hay Việt-Nga cũng giải thích hạc là crane longevity/журавль nghĩa là sếu/hạc khi xem xét theo từ điển Anh-Việt/Nga-Việt, nhưng hạc đen lại là Ciconia nigra (từ điển Việt-Anh). Như vậy, có thể cho rằng cách hiểu từ hạc trong dân gian có lẽ không trùng khớp hoàn toàn với cách hiểu của các nhà điểu học. Do vậy, cần hết sức lưu ý khi người ta chỉ viết hạc mà không có danh pháp khoa học kèm theo.

## Hành vi

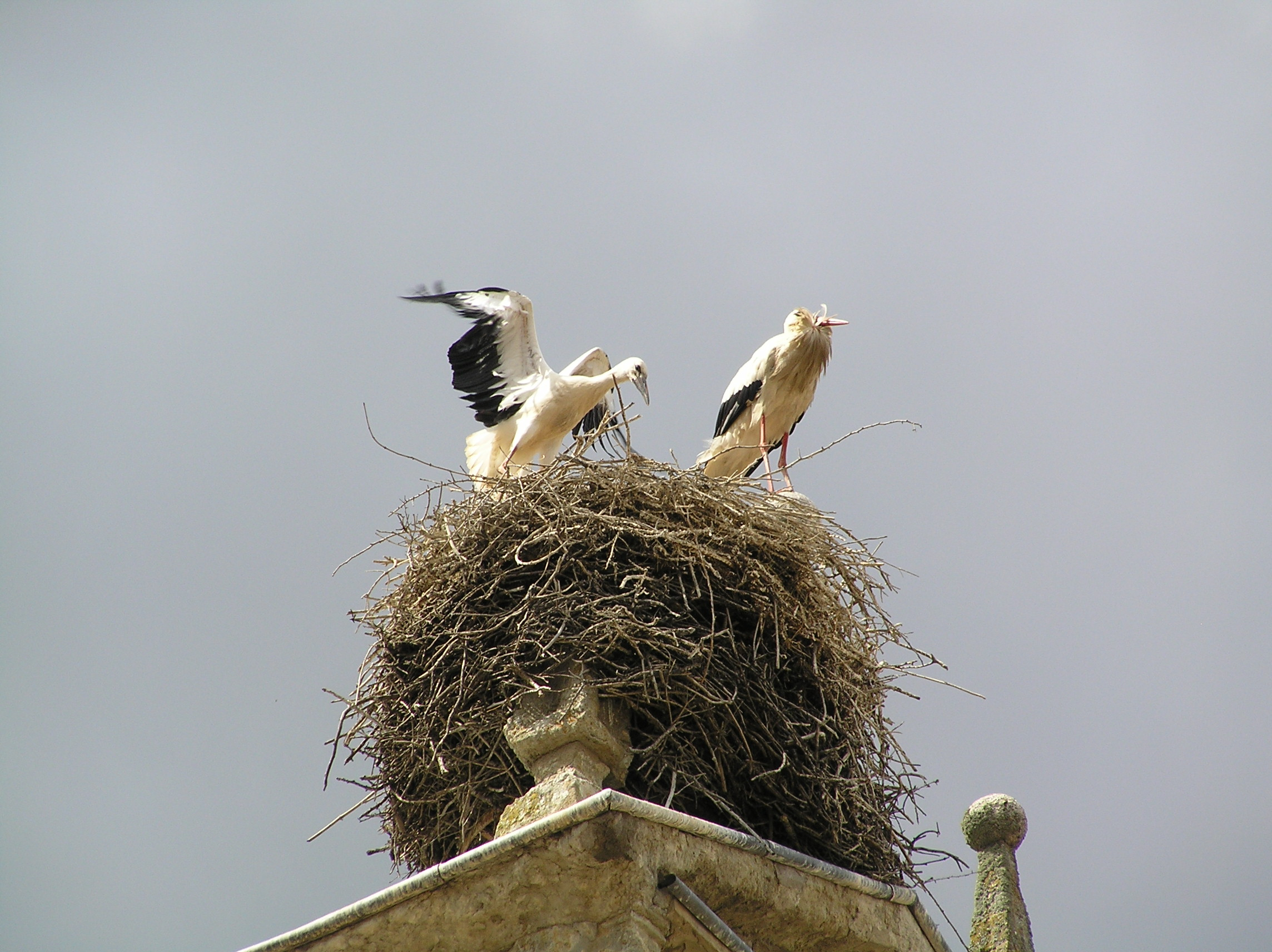
Tổ cò.

Có lẽ một trong các nguyên nhân mà người ta chú ý nhiều đến các loài trong bộ này là do kiểu đi lại lạ lùng và xa lạ của chúng. Đó là kiểu di chuyển đặc biệt, cho dù được cảm nhận là đẹp hay vụng về lúng túng, được làm nổi bật trong các nghi thức hành vi phổ biến trong nhóm. Một số loài trong bộ Hạc hoàn toàn là câm lặng, và cách phát âm ở phần lớn các loài là khá hạn chế. Vì thế, các nghi thức và sự thể hiện là phương tiện cơ bản để chúng giao tiếp.
Các hành vi này dường như được xác định hoàn toàn là do di truyền. Trên thực tế, một nghiên cứu phân tích các hành vi nghi thức của cò, vạc và coi đó như là các đặc trưng giải phẫu đã tái tạo lại cây phân loại gần như là đồng nhất với các cây phân loại có được từ các đặc trưng giải phẫu hay hóa sinh.
Các nghi thức gắn liền với sự lựa chọn bạn đời ban đầu, chẳng hạn cách thức con trống "quảng cáo" khu vực tổ của nó và cách thức con mái biểu thị sự quan tâm tới "tài sản" của con trống, là hoàn toàn ổn định một cách lạ thường.
Các hành vi liên quan tới các sự kiện sau đó, như việc giao phối và xác nhận liên kết đôi dường như mềm dẻo hơn về mặt phát sinh di truyền. Cuối cùng, các hành vi không liên quan tới sự sinh sản, chẳng hạn "giảm lo âu" hay các biểu hiện gây hấn, là hoàn toàn biến đổi, nhưng vẫn là sự thừa hưởng rõ ràng. Điều này ngược hẳn với các hành vi hót của các loài chim trong bộ Sẻ, là thứ chịu ảnh hưởng mạnh bởi sự rèn luyện kỹ năng cũng như kinh nghiệm của từng cá thể.

## Trong văn hóa
Trong phần lớn các nền văn hóa, ít nhất có một số loài của bộ Cò, chẳng hạn diệc, cò, cò quăm, diệc bạch, vạc v.v -- luôn luôn có một địa vị không bình thường như là các con vật của lòng sùng kính tôn giáo hay nghệ thuật. Sự hấp dẫn này có lẽ không phải là thuộc về hệ thống loài do các loài sếu về mặt hình thức là tương tự, nhưng không có quan hệ họ hàng cũng được coi như vậy.
Đôi khi hình ảnh đẹp đẽ được gợi lên của các loài chim này đã được biết đến từ thời cổ đại, chẳng hạn tại Hy Lạp, châu Phi, Ai Cập, Trung Quốc, Việt Nam và Nhật Bản. Trong các nền văn hóa Ấn-Âu thì các loài chim nước chân dài có xu hướng được coi là những con vật hài hước hay thậm chí là xấu xa. Sự phát sinh văn hóa-tín ngưỡng của các biểu tượng này cũng là một nghiên cứu đáng chú ý, và sự ổn định tương đối của chúng trong hàng thiên niên kỷ là một điều đáng ngạc nhiên.

## Hình ảnh

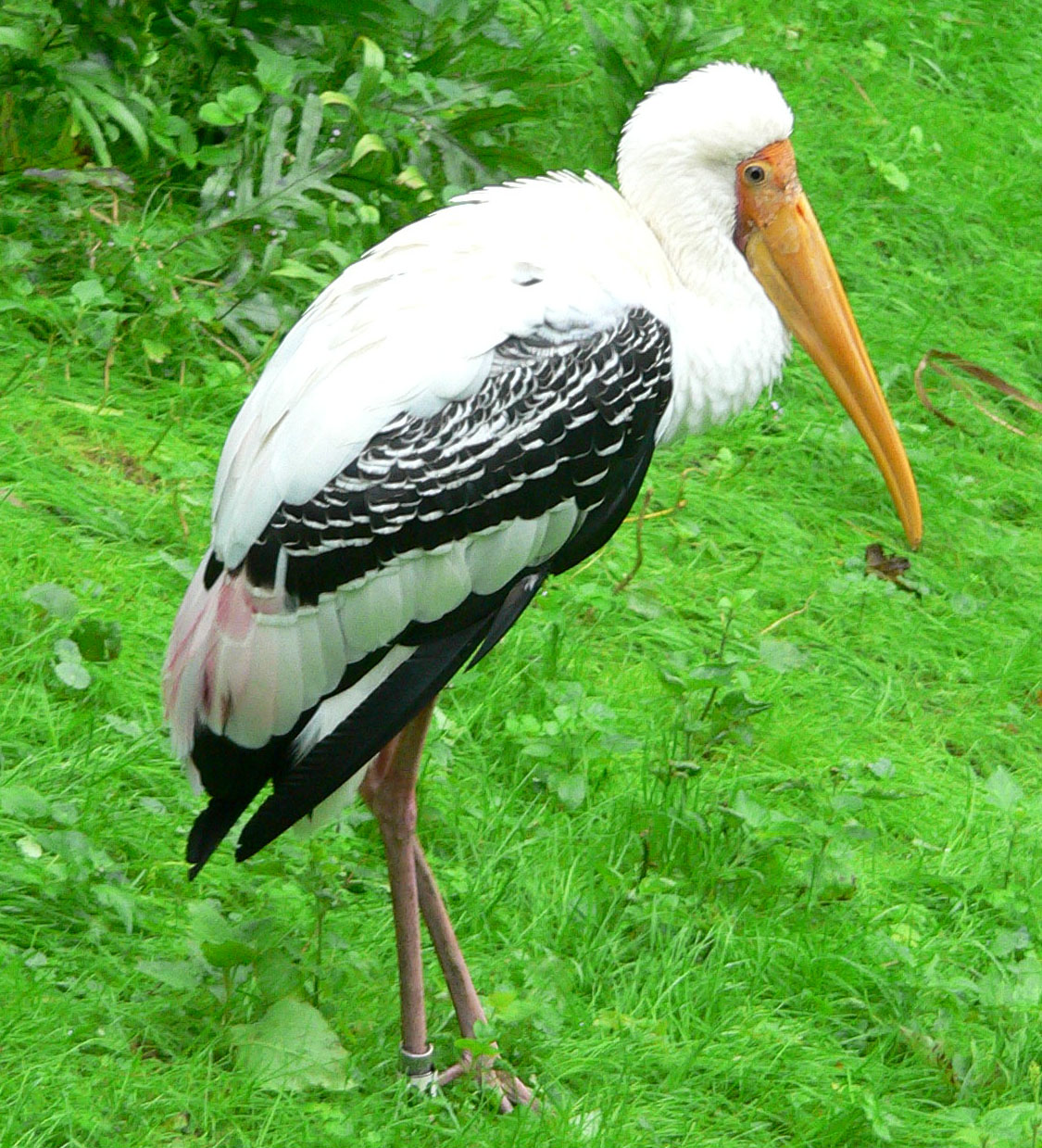
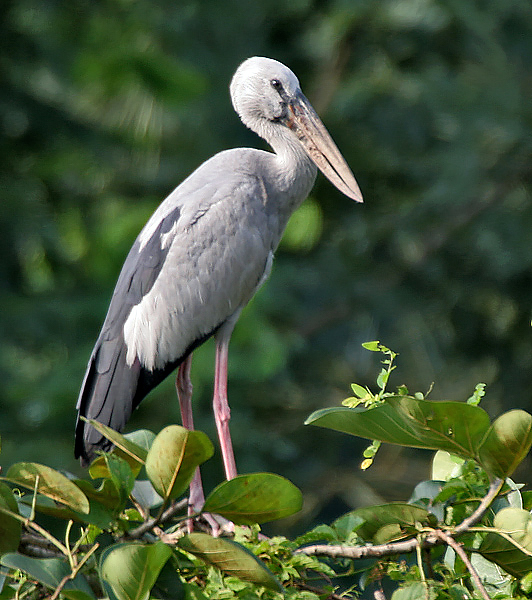
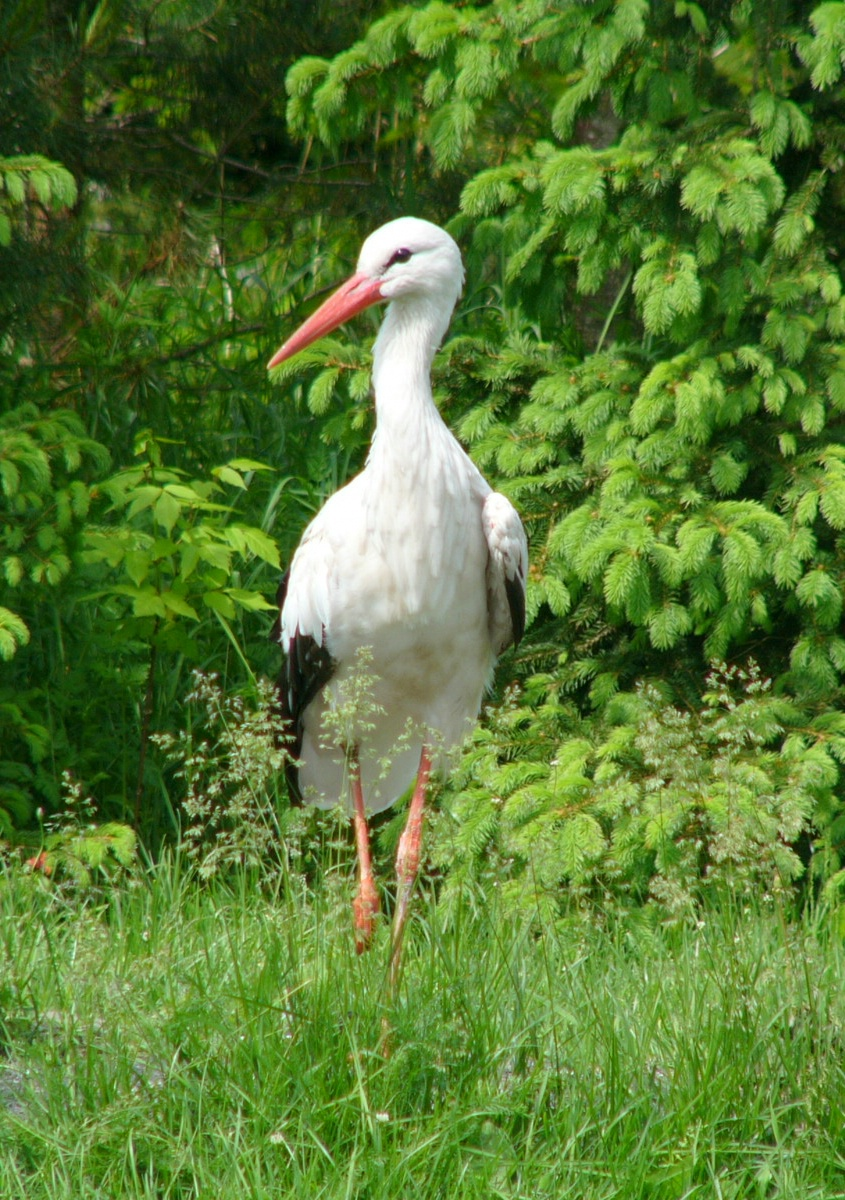
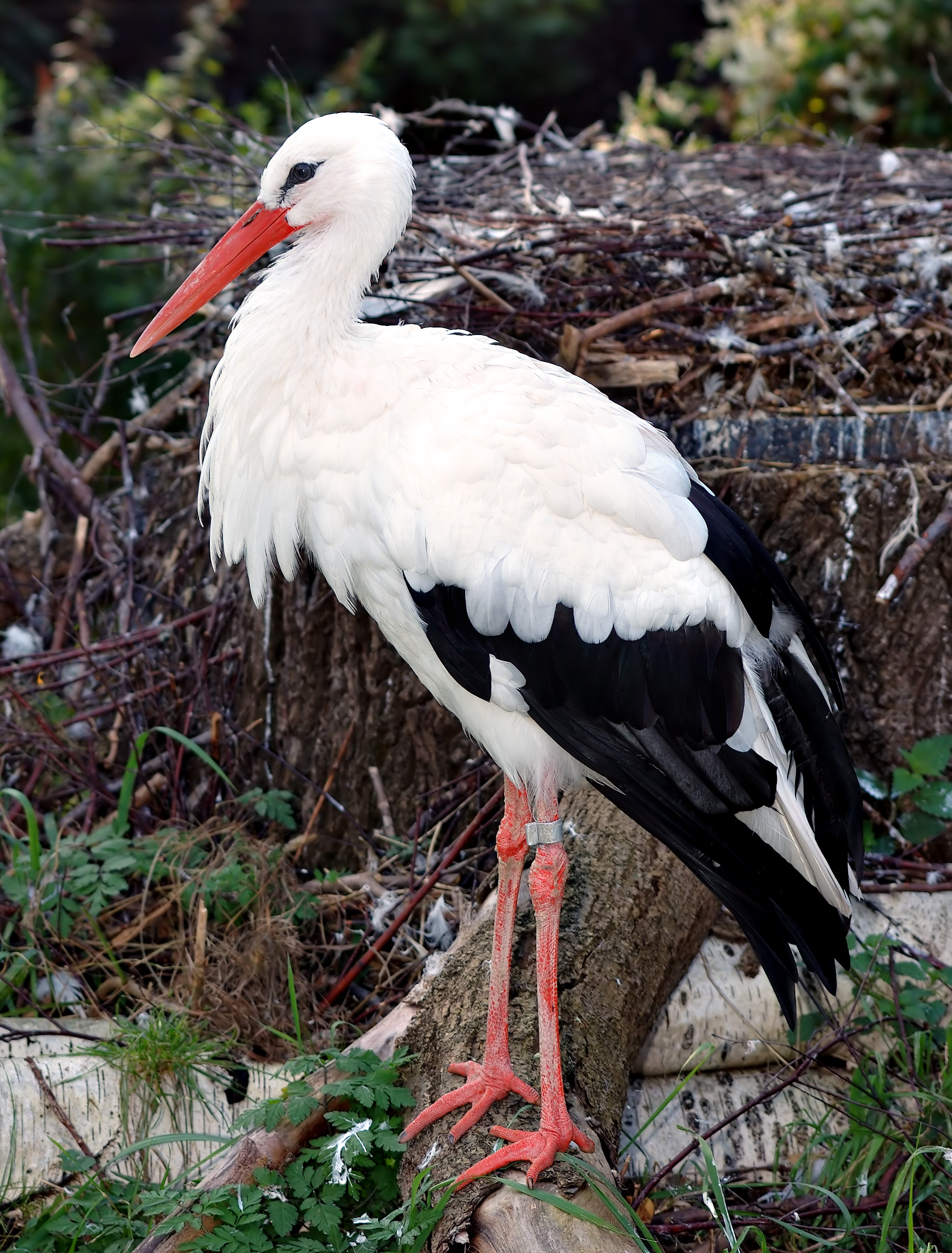